# 이대진
이대진(李大振, 1974년 6월 9일 ~ )은 전 KBO 리그 KIA 타이거즈의 투수이자, 현 KBO 리그 한화 이글스의 2군 감독이다.

## 선수 시절

### 아마추어 시절
고교 3년간 3루수로 활동하며 기록한 21홈런 중 14개가 장외 홈런이었고  한때 고려대 진학설이 있었으나 불발됐으며 본인(이대진)(97년 17선발승) 외에도 역대 최다 선발승 투수 중 고려대 진학설이 있었던 선수는 김시진(84년 15선발승 85년 21선발승 87년 21선발승)이 있다.

### 해태 타이거즈시절
1993년에 입단하였다. 데뷔 첫 해인 1993년에 두 자릿수 승(2구원승)을 거두며 마운드의 일원이 됐다. 1994년에 2년차 징크스를 겪으며 잠시 주춤했고, 1995년에 방위 대체 복무를 하게 돼 홈 경기만 등판하며 14승(11선발승) 6패, 2점대 평균자책점을 기록해 팀의 새로운 에이스 탄생을 알렸다. 1996년에는 16승(9구원승) 8패, 2점대 평균자책점, 1997년에는 17승(모두 선발)(1위) 6패, 3점대 평균자책점을 기록하며 명실상부한 팀의 마지막 에이스가 됐다. 1996년에는 선동열의 일본 진출, 박재홍의 지명권을 현대 유니콘스에 넘겨준 대신 보상 선수로 데려온 최상덕이 팔꿈치 부상 때문에 시즌 2패만 기록해 같은 해 9월 미국으로 건너가 수술대에 오르는 등 마운드가 부실해지자 전천후로 투입됐다. 1996년 한국시리즈, 1997년 한국시리즈에서 선발 등판한 4경기에서 3승 1패를 거두며 팀의 한국시리즈 2연패를 이끌었다. 1996년 한국시리즈 6차전에서는 세이브를 기록했다. 1998년 5월 14일 현대전에서 10타자 연속 탈삼진 기록을 세우며 완봉승을 거뒀다. 당시 시즌 우승 팀인 현대 유니콘스의 막강 타선을 상대로 세운 기록이기에 더욱 의미가 깊었다. 이 기록은 MLB에서 1970년 4월 22일 당시 뉴욕 메츠 소속이었던 톰 시버와 타이 기록이었으나 2022년 4월 10일 롯데 사사키 로키가 13타자 연속으로 탈삼진을 기록하며 경신됐다. 당시 현대 유니콘스의 감독이었던 김재박은 2사 후 김경기에게 번트를 지시해 그의 기록을 막았다는 루머로 팬들의 비난을 받았으나 이 루머는 거짓으로 밝혀졌다.

### KIA 타이거즈시절
2001년에 팀명이 변경됐고, 팀 내 광주진흥고 후배인 김상진이 젊은 나이로 세상을 떠나자 그의 등번호였던 11번을 잠시 달았다. 1999년에 어깨 부상을 당한 후 재활로 시간을 많이 썼고, 이 때 미국에서 어깨 수술을 받으며 익힌 영어가 수준급이어서 외국인 용병과 어렵지 않게 대화를 했다. 2000년에 마무리로 전향해 8승(2선발승) 6패, 13세이브를 거뒀는데 그 당시 해태 타이거즈는 이강철, 임창용의 공백 뿐 아니라 연고 지역 고교 야구 팀 광주일고의 최고 투수이자 1998년 아시안게임 금메달로 군 문제가 해결된 서재응, 김병현이 스카우트 머니 부족 탓인지 대학을 거쳐 메이저리그 구단에 입단했고, 1998년 아시안게임 금메달로 군 문제가 해결된 점 등 기껏 키워놓았던 마무리 임창용이 1999년에 삼성 라이온즈로 트레이드된데다 선발 유망주 김상진이 암으로 세상을 떠나 유망주 농사를 망쳤고 A급 유망주도 없었던 터라 믿을 만한 선수가 그밖에 없어 2000년에 당시 감독이었던 김응용에 의해 혹사를 당했다. 한 때 타자로 전향해 2002년 LG 트윈스 투수 이상훈을 상대로 3루타를 치는 등 활약이 있었으나 인상적인 활약을 보이지 못한 투수로 복귀했다. 이후에도 몇 년간 재활했고, 2007년 4월 7일 LG 트윈스전에서 선발 투수로 복귀해 6이닝 무실점으로 2003년 이후 약 4년 만에 선발승을 거뒀다. 그리고 2009년 9월 11일 한화 이글스와의 경기에서 승리 투수가 되며 통산 세 자릿수 승(당시 77선발승)을 달성했다. 2009년 한국시리즈에서 구원 등판해 2.2이닝 무실점을 기록하며 팀의 우승을 이끌었다. 2010년~2011년에는 주전에서 밀렸고, 현역 생활을 이어가고자 팀에 방출을 요청했다.

### LG 트윈스시절
계약 양도를 신청해 이적했지만 주전으로 자리잡지 못했다. 2012년 4월 14일에 친정 팀 KIA전에 선발로 등판했으나 3.1이닝 5피안타, 5사사구, 6실점(5자책)을 기록하고 조기 강판당하며 김기표에게 마운드를 넘겼다. 그 경기에서 패전 투수가 됐는데 이 경기는 그에게 선수로써 마지막 경기가 됐고, 시즌 중 은퇴를 선언했다.

## 야구선수 은퇴 후
해태 타이거즈 시절 은사이자 당시 한화 이글스의 감독이었던 김응용의 부름을 받아 한화 이글스의 투수코치로 선임되며 코치로 활동하기 시작했고, 2014년부터 친정 팀 KIA 타이거즈로 3년 만에 복귀해 투수코치로 활동했다.

## 수상 및 기록

### 아마추어 시절
- 1992년 제 14회 대붕기 감투상
- 1992년 7월∼8월, 세계청소년선수권(멕시코)

### 프로 선수 시절
- 매직글러브상(1997·투수·스포츠서울 선정)
- 1997년, 팀내 최다승(17승)(선발로만 17승을 거두어 그 해 최다 선발승)
- 연속 타자 탈삼진 기록 경신(10타자·1998.5.14 인천 현대전) 및 정규 이닝 16탈삼진(당시 타이 기록)
- 매회 선발 전원 탈삼진(1998.5.14 인천 현대전)
- 700탈삼진(1998.6.5·마산 롯데전·통산 17번째)
- 800탈삼진(1998.8.26·군산 쌍방울전·통산 16번째)
- 2003년 5월 4일, 2000년 10월 13일 광주 SK전 이후 2년 7개월 만에 선발 등판(수원 현대전)
- 2003년 5월 11일, 2000년 8월 29일 대구 삼성전 이후 첫 선발승(SK전)

## 등번호

### 선수 시절
- '26' - (1993년 ~ 1999년, 해태 타이거즈)
- '11' - (2000년 ~ 2004년, 해태 타이거즈 & KIA 타이거즈)
- '45' - (2005년 ~ 2011년, KIA 타이거즈)
- '34' - (2011년 ~ 2012년, LG 트윈스)

### 코치 시절
- '75' - (2013년, 한화 이글스)
- '78' - (2014년 ~ 2019년, KIA 타이거즈)
- '85' - (2021년 ~ 2022년, SK 와이번스 & SSG 랜더스)
- '71' - (2023년 ~ , 한화 이글스)

## 통산 기록

### 투수 기록
| 연 도           | 소 속           | 나 이           | 승 리 | 패 전 | 승 률 | 평 자 책 | 출 장 | 선 발 | 완 투 | 완 봉 | 세 이 브 | 홀 드 | 이 닝  | 피 안 타 | 피 홈 런 | 볼 넷 | 고 4 | 탈 삼 진 | 몸 맞 | 보 크 | 폭 투 | 실 점 | 자 책 | 타 자 수 | W H I P |
| --------------- | --------------- | --------------- | ----- | ----- | ----- | -------- | ----- | ----- | ----- | ----- | -------- | ----- | ------ | -------- | -------- | ----- | ---- | -------- | ----- | ----- | ----- | ----- | ----- | -------- | ------- |
| 1993            | 해태            | 19              | 10    | 5     | .667  | 3.11     | 31    | 15    | 3     | 0     | 2        | 0     | 124.1  | 113      | 8        | 59    | 1    | 97       | 4     | 1     | 6     | 48    | 43    | 537      | 1.38    |
| 1994            | 해태            | 20              | 7     | 8     | .467  | 4.20     | 31    | 18    | 1     | 0     | 3        | 0     | 137.0  | 115      | 20       | 56    | 2    | 90       | 5     | 0     | 4     | 77    | 64    | 574      | 1.25    |
| 1995            | 해태            | 21              | 14    | 6     | .700  | 2.57     | 24    | 21    | 7     | 2     | 0        | 0     | 168.1  | 131      | 14       | 43    | 3    | 163      | 8     | 0     | 10    | 56    | 48    | 673      | 1.03    |
| 1996            | 해태            | 22              | 16    | 8     | .667  | 2.37     | 31    | 16    | 4     | 2     | 3        | 0     | 159.2  | 114      | 13       | 40    | 2    | 146      | 5     | 0     | 5     | 48    | 42    | 624      | 0.97    |
| 1997            | 해태            | 23              | 17    | 6     | .739  | 3.14     | 28    | 26    | 3     | 1     | 1        | 0     | 180.2  | 154      | 14       | 65    | 3    | 140      | 10    | 2     | 10    | 68    | 63    | 750      | 1.21    |
| 1998            | 해태            | 24              | 12    | 11    | .522  | 3.26     | 28    | 28    | 2     | 1     | 0        | 0     | 179.1  | 173      | 17       | 55    | 3    | 183      | 9     | 0     | 7     | 71    | 65    | 755      | 1.27    |
| 1999            | 해태            | 25              | 0     | 0     | ----  | 2.45     | 1     | 1     | 0     | 0     | 0        | 0     | 3.2    | 3        | 0        | 3     | 0    | 0        | 1     | 0     | 0     | 1     | 1     | 17       | 1.64    |
| 2000            | 해태            | 26              | 8     | 6     | .571  | 3.17     | 37    | 7     | 1     | 0     | 13       | 0     | 105.0  | 96       | 12       | 43    | 3    | 117      | 4     | 1     | 3     | 41    | 37    | 451      | 1.32    |
| 2003            | KIA             | 29              | 1     | 1     | .500  | 9.45     | 4     | 4     | 0     | 0     | 0        | 0     | 13.1   | 18       | 3        | 7     | 0    | 13       | 1     | 0     | 3     | 15    | 14    | 66       | 1.88    |
| 2004            | KIA             | 30              | 0     | 1     | .000  | 10.57    | 3     | 2     | 0     | 0     | 0        | 0     | 7.2    | 9        | 4        | 9     | 0    | 7        | 0     | 0     | 0     | 11    | 9     | 40       | 2.35    |
| 2006            | KIA             | 32              | 0     | 0     | ----  | 18.00    | 1     | 0     | 0     | 0     | 0        | 0     | 1.0    | 3        | 1        | 1     | 0    | 1        | 0     | 0     | 0     | 2     | 2     | 7        | 4.00    |
| 2007            | KIA             | 33              | 7     | 6     | .538  | 4.11     | 17    | 16    | 0     | 0     | 0        | 0     | 76.2   | 65       | 5        | 45    | 1    | 47       | 4     | 1     | 7     | 37    | 35    | 335      | 1.44    |
| 2008            | KIA             | 34              | 5     | 10    | .333  | 4.83     | 20    | 17    | 0     | 0     | 0        | 0     | 85.2   | 88       | 5        | 50    | 1    | 37       | 7     | 1     | 6     | 49    | 46    | 385      | 1.61    |
| 2009            | KIA             | 35              | 3     | 5     | .375  | 6.33     | 10    | 10    | 0     | 0     | 0        | 0     | 42.2   | 45       | 6        | 22    | 1    | 25       | 5     | 0     | 2     | 31    | 30    | 192      | 1.57    |
| 2010            | KIA             | 36              | 0     | 0     | ----  | 6.55     | 14    | 3     | 0     | 0     | 0        | 2     | 22.0   | 31       | 1        | 19    | 0    | 14       | 5     | 0     | 1     | 21    | 16    | 116      | 2.27    |
| 2011            | KIA             | 37              | 0     | 0     | ----  | 0.00     | 1     | 0     | 0     | 0     | 0        | 0     | 0.2    | 0        | 0        | 2     | 0    | 1        | 0     | 0     | 2     | 0     | 0     | 4        | 3.00    |
| 2011            | LG              | 37              | 0     | 0     | ----  | 0.00     | 1     | 0     | 0     | 0     | 0        | 0     | 0.1    | 0        | 0        | 0     | 0    | 0        | 0     | 0     | 0     | 0     | 0     | 1        | 0.00    |
| 11합            | LG              | 37              | 0     | 0     | ----  | 0.00     | 2     | 0     | 0     | 0     | 0        | 0     | 1.0    | 0        | 0        | 2     | 0    | 1        | 0     | 0     | 2     | 0     | 0     | 5        | 2.00    |
| 2012            | LG              | 38              | 0     | 1     | .000  | 13.50    | 1     | 1     | 0     | 0     | 0        | 0     | 3.1    | 5        | 0        | 4     | 0    | 0        | 1     | 0     | 1     | 6     | 5     | 19       | 2.70    |
| KBO 통산 : 17년 | KBO 통산 : 17년 | KBO 통산 : 17년 | 100   | 74    | .575  | 3.57     | 283   | 185   | 21    | 6     | 22       | 2     | 1311.1 | 1163     | 123      | 523   | 20   | 1081     | 69    | 6     | 67    | 582   | 520   | 5546     | 1.29    |

- 시즌 기록 중 굵은 글씨는 해당 시즌 최고 기록

### 타자 기록
| 연 도          | 소 속          | 나 이          | 출 장 | 타 석 | 타 수 | 득 점 | 안 타 | 2 루 타 | 3 루 타 | 홈 런 | 타 점 | 도 루 | 도 실 | 볼 넷 | 삼 진 | 타 율 | 출 루 율 | 장 타 율 | O P S | 루 타 | 병 살 타 | 몸 맞 | 희 타 | 희 플 | 고 4 |
| -------------- | -------------- | -------------- | ----- | ----- | ----- | ----- | ----- | ------- | ------- | ----- | ----- | ----- | ----- | ----- | ----- | ----- | -------- | -------- | ----- | ----- | -------- | ----- | ----- | ----- | ---- |
| 2000           | 해태           | 26             | 1     | 1     | 1     | 0     | 0     | 0       | 0       | 0     | 0     | 0     | 0     | 0     | 0     | .000  | .000     | .000     | .000  | 0     | 0        | 0     | 0     | 0     | 0    |
| 2002           | KIA            | 28             | 23    | 38    | 36    | 2     | 3     | 1       | 1       | 0     | 4     | 0     | 0     | 2     | 18    | .083  | .132     | .167     | .298  | 6     | 0        | 0     | 0     | 0     | 0    |
| KBO 통산 : 2년 | KBO 통산 : 2년 | KBO 통산 : 2년 | 24    | 39    | 37    | 2     | 3     | 1       | 1       | 0     | 4     | 0     | 0     | 2     | 18    | .081  | .128     | .162     | .290  | 6     | 0        | 0     | 0     | 0     | 0    |